# 曹應秋
曹應秋（？—？），字安祖，南直隸常州府宜興縣人，民籍，明朝政治人物。

## 生平
萬曆四十三年（1615年）乙卯科應天鄉試舉人，天啓五年（1625年）乙丑科二甲第三十二名進士。授南京吏部驗封司主事，崇禎四年（1631年）二月升南京吏部稽勳司郎中，五年（1632年）十月升河南布政使司右參議，升河南按察司副使、兵備河北。時流賊縱橫，閹璫驕蹇，而曹應秋峭直機敏，無所畏避，三世仕宦，至鬻田宅，其廉可知。

## 家族
祖父曹三暘、父曹司勳，皆進士。